# François Victor Mérat de Vaumartoise
François Victor Mérat de Vaumartoise (Parigi, 5 luglio 1780 – Parigi, 13 marzo 1851) è stato un botanico, micologo e medico francese.

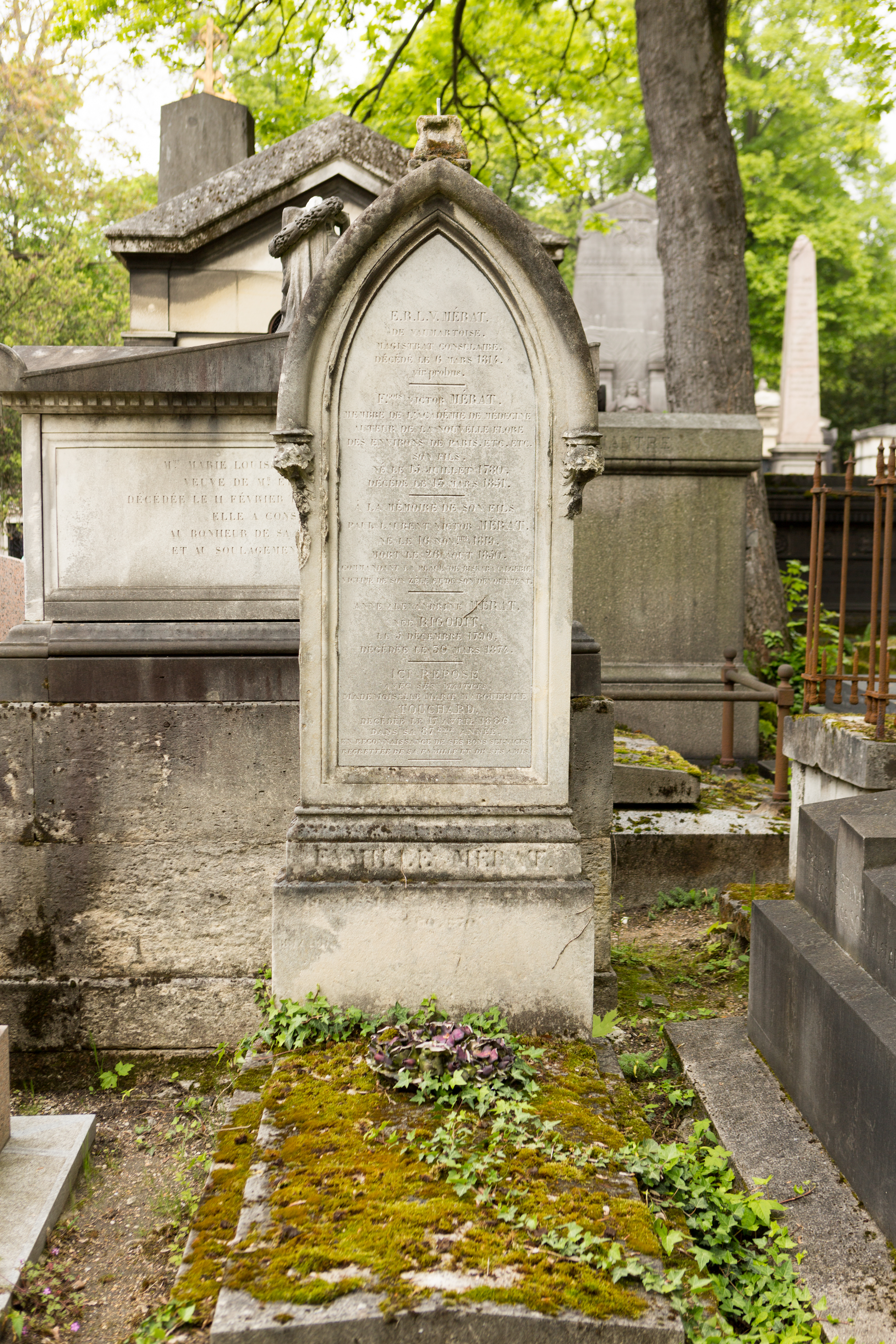
Tomba di F.V. Mérat de Vaumartoise nel Cimitero di Père-Lachaise a Parigi

Nel 1803 ha conseguito il dottorato in medicina, dopo che serve come lo chef de clinique presso lo Hôpital de la Charité a Parigi. È stato membro dell'Académie nationale de médecine e membro corrispondente della Société linnéenne de Lyon (1824-1851).
Aveva conferito la nomenclatura binomiale del genere di funghi Lasallia e dei generi botanici Corvisartia (famiglia delle Asteraceae), Lerouxia (famiglia Primulaceae) e Robertia (famiglia Ranunculaceae).
Con Adrien Jacques de Lens, è stato coautore di un dizionario medico, dal titolo "Dictionnaire Universel de matière médicale et de thérapeutique générale", pubblicato in sette volumi dal 1829 al 1846.

## Opere principali
- Traité de la colique métallique, vulgairement appelée colique des peintres, des plombiers, de Poitou, etc.; avec une description de la colique végétale, et un mémoire sur le tremblement des doreurs sur métaux, (Paris: Méquignon-Marvis, 1812).[4]
- Nouvelle flore des environs de Paris suivant le système sexuel de Linnée, avec l'indication des vertus des plantes usitées en médecine, des détails sur leur emploi pharmaceutique. Paris : Méquignon-Marvis, 1812.
- Éléments de botanique, à l'usage des personnes qui suivent les cours du Jardin du Roi et de la Faculté de médecine de Paris. Paris : Crochard, 1822.[1]
- Nouvelle flore des environs de Paris : suivant le système sexuel de Linèe; avec l'indication, des vertus des plantes usitèes en Mèdecine T. 1 La cryptogamie : Paris Mèquignon-Marvis 1836.[5]
- Revue de la flore parisienne, suivie du texte du « Botanicon parisiense » de Vaillant avec les noms linnéens en regard. Paris : J.-B. Baillière, 1843.[1]